# Jan Isaksson
Jan Mikael Isaksson (* 9. November 1995 in Österhaninge) ist ein schwedisch-thailändischer Eishockeyspieler der seit 2023 für Aware Bangkok in der Siam Hockey League spielt.

## Karriere
Jan Isaksson begann mit dem Eishockeyspiel in seinem Geburtsland Schweden in der Nachwuchsabteilung des IF Björklöven. Mit der Regionalauswahl aus Västerbotten gewann er 2011 beim traditionellen U17-Turnier TV-Pucken die Bronzemedaille. 2012 schloss er sich dem Luleå HF an, für den er unter anderem in der J20 SuperElit spielte. Nach zwei Jahren verließ er das Team von der Nordküste des Bottnischer Meerbusens und wechselte in die Provinz Västerbotten zurück, wo er vier Jahre beim Vännäs HC in der Hockeyettan auf dem Eis stand. Er spielt seit 2020 in der Siam Hockey League, wo er zunächst für KCG True und seit 2023 für Aware Bangkok auf dem Eis steht.

### International
Isaksson spielte bei der Weltmeisterschaft 2022 in der Division III erstmals für Thailand. Als Topscorer, bester Torschütze und bester Vorbereiter des Turniers trug er dabei maßgeblich zum Aufstieg des Teams aus der B- in die A-Gruppe der Division bei. Dort spielte er dann bei der Weltmeisterschaft 2023 und wurde als bester Torschütze (gemeinsam mit seinen Landsleuten Masato Kitayama und Phanuruj Suwachirat) und – gemeinsam mit dem Taiwanchinesen Lin Hung-ju – punktbester Scorer auch zum besten Stürmer des Turniers gewählt. Zudem wurde er auch zum besten Spieler seiner Mannschaft gewählt. Im Jahr 2024 folgte eine erneute Teilnahme in der Division III, wo der Aufstieg in die Division II gelang. Dort spielte er dann bei der Weltmeisterschaft 2025, konnte die Klasse jedoch nicht halten. Einen weiteren Einsatz hatte der Wahl-Thailänder bei der Vorqualifikation für die Olympischen Winterspiele 2026. Zudem vertrat er seine Farben bei den Winter-Asienspielen 2025 im chinesischen Harbin.

## Erfolge und Auszeichnungen
- 2011 Bronzemedaille beim TV-Pucken mit der Auswahl Västerbottens

### International
| - 2022 Aufstieg in die Division III, Gruppe A, bei der Weltmeisterschaft der Division III, Gruppe B - 2022 Topscorer der Weltmeisterschaft der Division III, Gruppe B - 2022 Bester Torschütze der Weltmeisterschaft der Division III, Gruppe B (gemeinsam mit Masato Kitayama und Phanuruj Suwachirat) - 2022 Bester Vorlagengeber der Weltmeisterschaft der Division III, Gruppe B | - 2023 Topscorer der Weltmeisterschaft der Division III, Gruppe A - 2023 Bester Torschütze der Weltmeisterschaft der Division III, Gruppe A - 2023 Bester Stürmer der Weltmeisterschaft der Division III, Gruppe A - 2024 Aufstieg in die Division II, Gruppe B, bei der Weltmeisterschaft der Division III, Gruppe A |